# Смена (Ярославская область)
Смена (бывш. сельцо Слободищи) — посёлок в Ивняковском сельском поселении Ярославского района Ярославской области России.

## География
Посёлок расположен в 20 километрах от Ярославля рядом с автодорогой Р-132 «Золотое кольцо».

## История
В 2006 году посёлок вошёл в состав Ивняковского сельского поселения образованного в результате слияния Ивняковского и Бекреневского сельсоветов.

## Население
| 2007 | 2010 |
| ---- | ---- |
| 93   | ↘80  |

### Историческая численность населения
По состоянию на 1859 год в посёлке было 4 дома и проживало 31 человек.
По состоянию на 1989 год в посёлке проживало 122 человека.

### Национальный и гендерный состав
Согласно результатам переписи 2002 года, в национальной структуре населения русские составляли 99 % из 85 чел., из них 37 мужчин, 48 женщин.
Согласно результатам переписи 2010 года население составляют 38 мужчин и 42 женщины.

## Инфраструктура
Основа экономики — личное подсобное хозяйство. По состоянию на 2021 год большинство домов используется жителями для постоянного проживания и проживания в летний период. Вода добывается жителями из личных колодцев. Имеется таксофон (около дома № 3). Действует крестьянское хозяйство «Спасская ферма».
Почтовое отделение № 150509, расположенное в деревне Дорожаево, на март 2022 года обслуживает в деревне 61 дом.

## Транспорт
В непосредственной близости расположена остановка общественного транспорта «Смена».